# Wereldkampioenschappen veldlopen 2006
De 34e IAAF wereldkampioenschappen veldlopen vonden plaats in het Uminonakamichi Seaside Park van Fukuoka (Japan) op 1 en 2 april 2006.
Het was de laatste maal, dat er een korte cross van 4 km op het programma van de wereldkampioenschappen stond.
In de lange cross voor vrouwen liep de Europese kampioene, Lornah Kiplagat uit Nederland, lange tijd aan de leiding. Zij werd echter kort voor het einde voorbijgesprint door Tirunesh Dibaba uit Ethiopië. In de korte cross werd Kiplagat vijfde.
Bij de mannen won Kenenisa Bekele uit Ethiopië voor de vijfde opeenvolgende maal zowel de korte als de lange cross. Na afloop verklaarde de pas 23-jarige Bekele, dat het wellicht de laatste keer was geweest dat hij aan het wereldkampioenschap had deelgenomen (in 2007 deed hij echter wel weer mee). Opvolging leek echter reeds verzekerd: zijn jongere broer, Tariku, won brons bij de junioren. Daar was het Kenia dat overheerste, in tegenstelling tot de senioren, waar Ethiopië alle titels behaalde.

## Mannen

### Lange cross (12 km), 2 april 2006
| Plaats | Naam                 | Land | Tijd  |
| ------ | -------------------- | ---- | ----- |
| 1      | Kenenisa Bekele      | ETH  | 35.40 |
| 2      | Sileshi Sihine       | ETH  | 35.43 |
| 3      | Martin Mathathi      | KEN  | 35.44 |
| 4      | Zersenay Tadese      | ERI  | 35.47 |
| 5      | Mike Kipruto Kigen   | KEN  | 35.54 |
| 6      | Hosea Macharinyang   | KEN  | 36.02 |
| 7      | Yonas Kifle          | ERI  | 36.05 |
| 8      | Ali Abdallah         | ERI  | 36.18 |
| 9      | Tesfayohannes Mesfen | ERI  | 36.18 |
| 10     | Simon Arusei         | KEN  | 36.18 |
| 11     | Abderrahim Goumri    | MAR  | 36.20 |
| 12     | John Kibowen         | KEN  | 36.21 |

Landenrangschikking: 1 Kenia, 2 Eritrea, 3 Ethiopië.

### Korte cross (4 km), 1 april 2006
| Plaats | Naam                 | Land | Tijd  |
| ------ | -------------------- | ---- | ----- |
| 1      | Kenenisa Bekele      | ETH  | 10.54 |
| 2      | Isaac Kiprono Songok | KEN  | 10.55 |
| 3      | Adil Kaouch          | MAR  | 10.57 |
| 4      | Benjamin Limo        | KEN  | 11.00 |
| 5      | Mohamed Ali Aboosh   | ETH  | 11.01 |
| 6      | Adam Goucher         | USA  | 11.02 |
| 7      | Augustine Choge      | KEN  | 11.03 |
| 8      | Edwin Cheruiyot Soi  | KEN  | 11.06 |
| 9      | Saif Saaeed Shaheen  | QAT  | 11.08 |
| 10     | Sultan Khamis Zaman  | QAT  | 11.08 |
| 11     | Craig Mottram        | AUS  | 11.10 |
| 12     | Sileshi Sihine       | ETH  | 11.12 |

Landenrangschikking: 1 Kenia, 2 Ethiopië, 3 Marokko.

### Junioren (8 km), 2 april 2006
| Plaats | Naam                  | Land | Achterstand |
| ------ | --------------------- | ---- | ----------- |
| 1      | Mangata Kimai Ndiwa   | KEN  | 23.53       |
| 2      | Leonard Patrick Komon | KEN  | 23.54       |
| 3      | Tariku Bekele         | ETH  | 23.56       |
| 4      | Joseph Ebuya          | KEN  | 23.59       |
| 5      | Ibrahim Jellan        | ETH  | 24.04       |
| 6      | Habtamu Fikadu        | ETH  | 24.04       |
| 7      | Kamal Ali Thamer      | QAT  | 24.05       |
| 8      | Samuel Tsegay         | ERI  | 24.06       |
| 9      | Bernard Matheka       | KEN  | 24.08       |
| 10     | Tadese Tola           | ETH  | 24.09       |
| 11     | Kidane Tadasse        | ERI  | 24.21       |
| 12     | Kiflom Slum           | ERI  | 24.22       |

Landenrangschikking: 1 Kenia, 2 Ethiopië, 3 Eritrea.

## Vrouwen

### Lange cross (8 km), 1 april 2006
| Plaats | Naam                  | Land | Tijd  |
| ------ | --------------------- | ---- | ----- |
| 1      | Tirunesh Dibaba       | ETH  | 25.21 |
| 2      | Lornah Kiplagat       | NED  | 25.26 |
| 3      | Meselech Melkamu      | ETH  | 25.38 |
| 4      | Benita Johnson        | AUS  | 25.43 |
| 5      | Ayalew Yimer Wude     | ETH  | 25.47 |
| 6      | Kayoko Fukushi        | JPN  | 25.51 |
| 7      | Mestawet Tufa         | ETH  | 25.59 |
| 8      | Evelyne Wambui Nganga | KEN  | 26.11 |
| 9      | Faith Chemutai        | KEN  | 26.12 |
| 10     | Alice Chelangat       | KEN  | 26.13 |
| 11     | Blake Russell         | USA  | 26.23 |
| 12     | Mercy Njoroge         | KEN  | 26.26 |

Landenrangschikking: 1 Ethiopië, 2 Kenia, 3 Japan.

### Korte cross (4 km), 2 april 2006
| Plaats | Naam                      | Land | Tijd  |
| ------ | ------------------------- | ---- | ----- |
| 1      | Gelete Burka              | ETH  | 12.51 |
| 2      | Priscah Jepleting Cherono | KEN  | 12.53 |
| 3      | Meselech Melkamu          | ETH  | 12.54 |
| 4      | Benita Johnson            | AUS  | 12.55 |
| 5      | Lornah Kiplagat           | NED  | 12.55 |
| 6      | Beatrice Jepchumba        | KEN  | 12.58 |
| 7      | Zhor El Kamch             | MAR  | 13.03 |
| 8      | Vivian Cheruiyot          | KEN  | 13.10 |
| 9      | Bezunesh Bekele           | ETH  | 13.10 |
| 10     | Isabella Ochichi          | KEN  | 13.11 |
| 11     | Melissa Rollison          | AUS  | 13.11 |
| 12     | Teyiba Erkesso            | ETH  | 13.12 |

Landenrangschikking: 1 Ethiopië, 2 Kenia, 3 Australië.

### Junioren (6 km), 1 april 2006
| Plaats | Naam                      | Land | Achterstand |
| ------ | ------------------------- | ---- | ----------- |
| 1      | Pauline Korikwiang        | KEN  | 19.27       |
| 2      | Veronica Wanjiru          | KEN  | 19.27       |
| 3      | Mercy Kosgei              | KEN  | 19.45       |
| 4      | Emmy Chepkirui            | KEN  | 19.52       |
| 5      | Belainesh Zemedkun        | ETH  | 19.56       |
| 6      | Workitu Ayanu             | ETH  | 19.57       |
| 7      | Emebt Etea                | ETH  | 20.05       |
| 8      | Pamela Chesopich Lisoreng | KEN  | 20.06       |
| 9      | Gladys Chemweno           | KEN  | 20.09       |
| 10     | Sian Edwards              | GBR  | 20.10       |
| 11     | Asselefech Assefa         | ETH  | 20.22       |
| 12     | Merat Bahta               | ERI  | 20.22       |

Landenrangschikking: 1 Kenia, 2 Ethiopië, 3 Japan.